# Topless

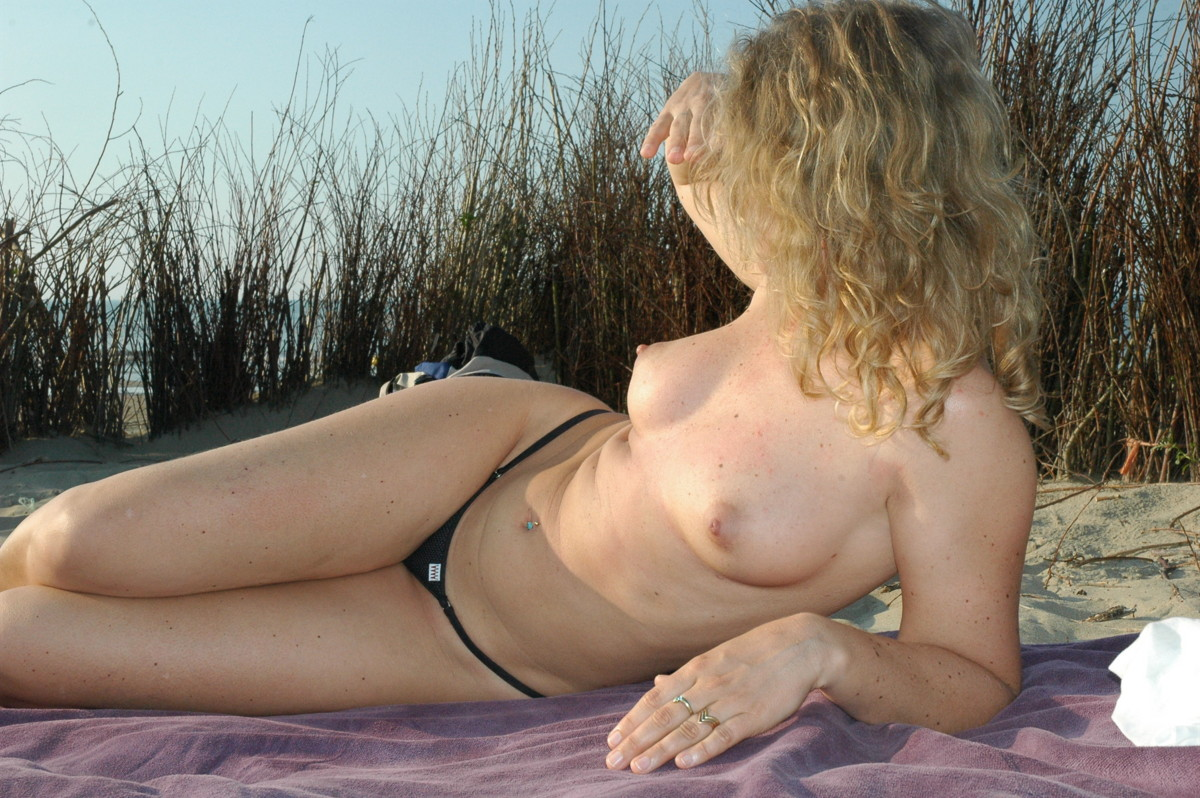
Femeie topless pe plajă

Topless este un termen originar din limba engleză care înseamnă „fără partea de sus”, adică fără îmbrăcăminte care acoperă bustul. Termenul se referă la o situație în care o femeie este goală de la talie în sus, cu sânii neacoperiți.
Activismul pentru legalizarea acțiunii de a apărea topless atât în public, cât și pe rețelele de socializare, se numește topfreedom.
În România topless-ul este legal, atâta timp cât nu are conotație sexuală ofensatoare.